# Higbee (Missouri)
Higbee est une ville  du comté de Randolph, dans le Missouri, aux États-Unis,. Située au sud du comté, elle est incorporée en 1891. La ville est baptisée en mémoire de Joseph Higbee, un pionnier.

## Démographie
Lors du recensement de 2010, la ville comptait une population de 568 habitants. Elle est estimée, en 2016, à 551 habitants.

### Source de la traduction
- (en) Cet article est partiellement ou en totalité issu de l’article de Wikipédia en anglais intitulé « Higbee, Missouri » (voir la liste des auteurs).